# Psychotria subcordata
Psychotria subcordata är en måreväxtart som beskrevs av Nathaniel Lord Britton. Psychotria subcordata ingår i släktet Psychotria och familjen måreväxter. Inga underarter finns listade i Catalogue of Life.